# 1994년 FIFA 월드컵 예선
1994년 FIFA 월드컵 예선에는 총 147개국이 참가했는데, 24장의 본선 진출권 가운데 미국이 개최국 자격으로 자동 진출하였고, 독일이 지난 대회 우승 팀 자격으로 자동 진출하여, 22장의 진출권을 놓고 예선을 치렀다.
1994년 FIFA 월드컵에 출전하게 될 24개의 티켓은 배분은 아래와 같이 이루어졌다.
- 유럽 (UEFA) : 13장 (38개 팀), 12장 (본선 직행) + 1장 (전년도 우승 팀 독일)
- 남아메리카 (CONMEBOL) : 3.5장 (9개 팀), 3장 (본선 직행) + 0.5장 (북중미 또는 오세아니아와의 대륙간 플레이오프를 통해 결정함)
- 북아메리카 (CONCACAF) : 2.25장 (22개 팀), 1장 (본선 직행) + 1장 (개최국 미국) + 0.25장(오세아니아와의 대륙간 플레이오프를 통해 결정함)
- 아프리카 (CAF) : 3장 (40개 팀)
- 아시아 (AFC) : 2장 (30개 팀)
- 오세아니아 (OFC) : 0.25장 (7개 팀, 0.25장은 북중미와의 대륙간 플레이오프를 펼쳐 결정함)

## 지역 예선
- 유럽 (UEFA)

유고슬라비아는 유고슬라비아 전쟁과 관련된 유엔 안전 보장 이사회의 제재로 인해 실격 처리됨.
1조 - 이탈리아, 스위스 본선 진출.
2조 - 노르웨이, 네덜란드 본선 진출.
3조 - 스페인, 아일랜드 본선 진출.
4조 - 루마니아, 벨기에 본선 진출.
5조 - 그리스, 러시아 본선 진출.
6조 - 스웨덴, 불가리아 본선 진출.
- 남미 (CONMEBOL)

칠레는 1990년 FIFA 월드컵 남미 지역 예선에서 일어난 로베르토 로하스 스캔들과 관련된 FIFA의 징계에 따라 출전이 금지됨.
1조 - 콜롬비아 본선 진출. 아르헨티나는 북중미카리브 또는 오세아니아와의 대륙간 플레이오프 진출.
2조 - 브라질, 볼리비아 본선 진출.
- 북중미카리브 (CONCACAF)

멕시코 본선 진출. 캐나다는 오세아니아와의 대륙간 플레이오프 진출.
- 아프리카 (CAF)

1조 - 나이지리아 본선 진출.
2조 - 모로코 본선 진출.
3조 - 카메룬 본선 진출.
- 아시아 (AFC)

사우디아라비아, 대한민국 본선 진출.
- 오세아니아 (OFC)

오스트레일리아는 북중미와의 대륙간 플레이오프 진출.

## 대륙간 플레이오프
대륙간 플레이오프는 2단계에 걸쳐 진행되었다. 북중미카리브-오세아니아 대륙간 플레이오프 1라운드가 먼저 진행되었으며 대륙간 플레이오프 1라운드에서 승리한 팀은 남미와의 대륙간 플레이오프 2라운드에 진출한다. 대륙간 플레이오프 2라운드에서 승리한 팀은 본선에 진출한다.

### 북중미카리브-오세아니아 대륙간 플레이오프
- 북중미카리브 - 오세아니아 플레이오프
  -  오스트레일리아가 합계 3 : 3, 승부차기 4 : 1로 남미와의 대륙간 플레이오프에 진출.

| 팀 1   | 합계              | 팀 2           | 1차전 | 2차전        |
| ------ | ----------------- | -------------- | ----- | ------------ |
| 캐나다 | 3 - 3 (1 - 4 PSO) | 오스트레일리아 | 2 - 1 | 1 - 2 (연장) |

### 오세아니아-남미 대륙간 플레이오프
- 오세아니아 - 남아메리카 플레이오프
  -  아르헨티나가 합계 2 : 1로 본선 진출.

| 팀 1           | 합계  | 팀 2       | 1차전 | 2차전 |
| -------------- | ----- | ---------- | ----- | ----- |
| 오스트레일리아 | 1 - 2 | 아르헨티나 | 1 - 1 | 0 - 1 |

## 본선 진출국

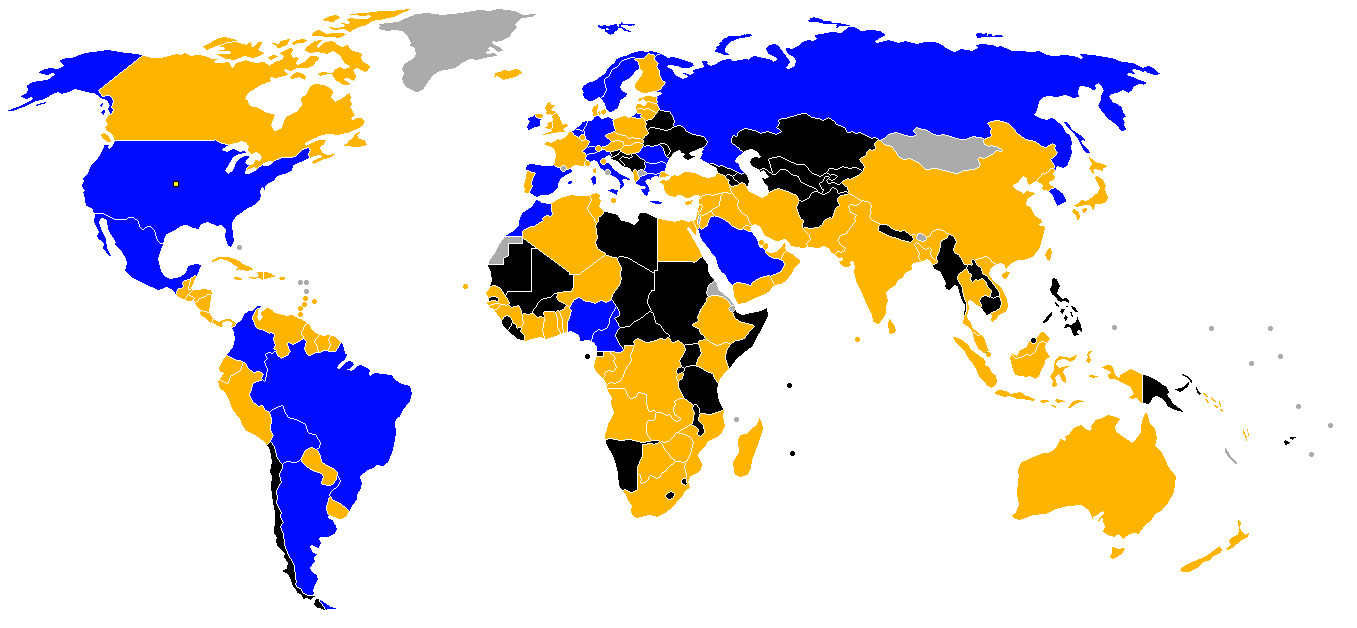
1994년 FIFA 월드컵 예선

|  | 본선 진출                 |
|  | 탈락 (기권과 실격을 포함) |
|  | 불참                      |
|  | FIFA 비회원               |

| 팀             | 참가 자격                              | 본선 진출 확정일 | 통산 출전 횟수 | 마지막 진출 | 연속 진출 횟수 | 역대 최고 성적               |
| -------------- | -------------------------------------- | ---------------- | -------------- | ----------- | -------------- | ---------------------------- |
| 미국(H)        | 개최국                                 | 1988년 7월 4일   | 5              | 1990        | 2              | 3위 (1930)                   |
| 독일(C, 1)     | 1990년 FIFA 월드컵 우승                | 1990년 7월 8일   | 13             | 1990        | 11             | 우승 (1954, 1974, 1990)      |
| 멕시코         | 북중미 최종 예선 1위                   | 1993년 5월 9일   | 10             | 1986        | 1              | 8강 (1970, 1986)             |
| 그리스         | 유럽 예선 5조 1위                      | 1993년 5월 23일  | 1              | 첫 출전     | 1              | 첫 출전                      |
| 러시아(2)      | 유럽 예선 5조 2위                      | 1993년 6월 2일   | 8              | 1990        | 4              | 4위 (1966)                   |
| 콜롬비아       | 남미 예선 A조 1위                      | 1993년 9월 5일   | 3              | 1990        | 2              | 16강 (1990)                  |
| 브라질         | 남미 예선 B조 1위                      | 1993년 9월 19일  | 15             | 1990        | 15             | 우승 (1958, 1962, 1970)      |
| 볼리비아       | 남미 예선 B조 2위                      | 1993년 9월 19일  | 3              | 1950        | 1              | 조별 리그 (1930, 1950)       |
| 나이지리아     | 아프리카 최종 예선 A조 1위             | 1993년 10월 8일  | 1              | 첫 출전     | 1              | 첫 출전                      |
| 모로코         | 아프리카 최종 예선 B조 1위             | 1993년 10월 10일 | 3              | 1986        | 1              | 16강 (1986)                  |
| 카메룬         | 아프리카 최종 예선 C조 1위             | 1993년 10월 10일 | 3              | 1990        | 2              | 8강 (1990)                   |
| 노르웨이       | 유럽 예선 2조 1위                      | 1993년 10월 13일 | 2              | 1938        | 1              | 16강 (1938)                  |
| 사우디아라비아 | 아시아 최종 예선 1위                   | 1993년 10월 28일 | 1              | 첫 출전     | 1              | 첫 출전                      |
| 대한민국       | 아시아 최종 예선 2위                   | 1993년 10월 28일 | 4              | 1990        | 3              | 조별 리그 (1954, 1986, 1990) |
| 스웨덴         | 유럽 예선 6조 1위                      | 1993년 11월 10일 | 9              | 1990        | 2              | 준우승 (1958)                |
| 이탈리아       | 유럽 예선 1조 1위                      | 1993년 11월 17일 | 13             | 1990        | 9              | 우승 (1934, 1938, 1982)      |
| 스위스         | 유럽 예선 1조 2위                      | 1993년 11월 17일 | 7              | 1966        | 1              | 8강 (1934, 1938, 1954)       |
| 네덜란드       | 유럽 예선 2조 2위                      | 1993년 11월 17일 | 6              | 1990        | 2              | 준우승 (1974, 1978)          |
| 스페인         | 유럽 예선 3조 1위                      | 1993년 11월 17일 | 9              | 1990        | 5              | 4위 (1950)                   |
| 아일랜드       | 유럽 예선 3조 2위                      | 1993년 11월 17일 | 2              | 1990        | 2              | 8강 (1990)                   |
| 루마니아       | 유럽 예선 4조 1위                      | 1993년 11월 17일 | 6              | 1990        | 2              | 16강 (1934, 1938, 1990)      |
| 벨기에         | 유럽 예선 4조 2위                      | 1993년 11월 17일 | 9              | 1990        | 4              | 4위 (1986)                   |
| 불가리아       | 유럽 예선 6조 2위                      | 1993년 11월 17일 | 6              | 1986        | 1              | 16강 (1986)                  |
| 아르헨티나     | 북중미-오세아니아-남미 플레이오프 승자 | 1993년 11월 17일 | 11             | 1990        | 6              | 우승 (1978, 1986)            |

- (H) - 개최국으로서 자동 진출
- (C) - 1990년 FIFA 월드컵 우승 팀으로서 자동 진출
- 1 1954년부터 1990년까지 서독으로 출전한 것을 포함한다.
- 2 1958년부터 1990년까지 소련으로 출전한 것을 포함한다. 만약 소련으로서의 기록을 제외한다면 이번이 첫 출전이다.